# Cilena

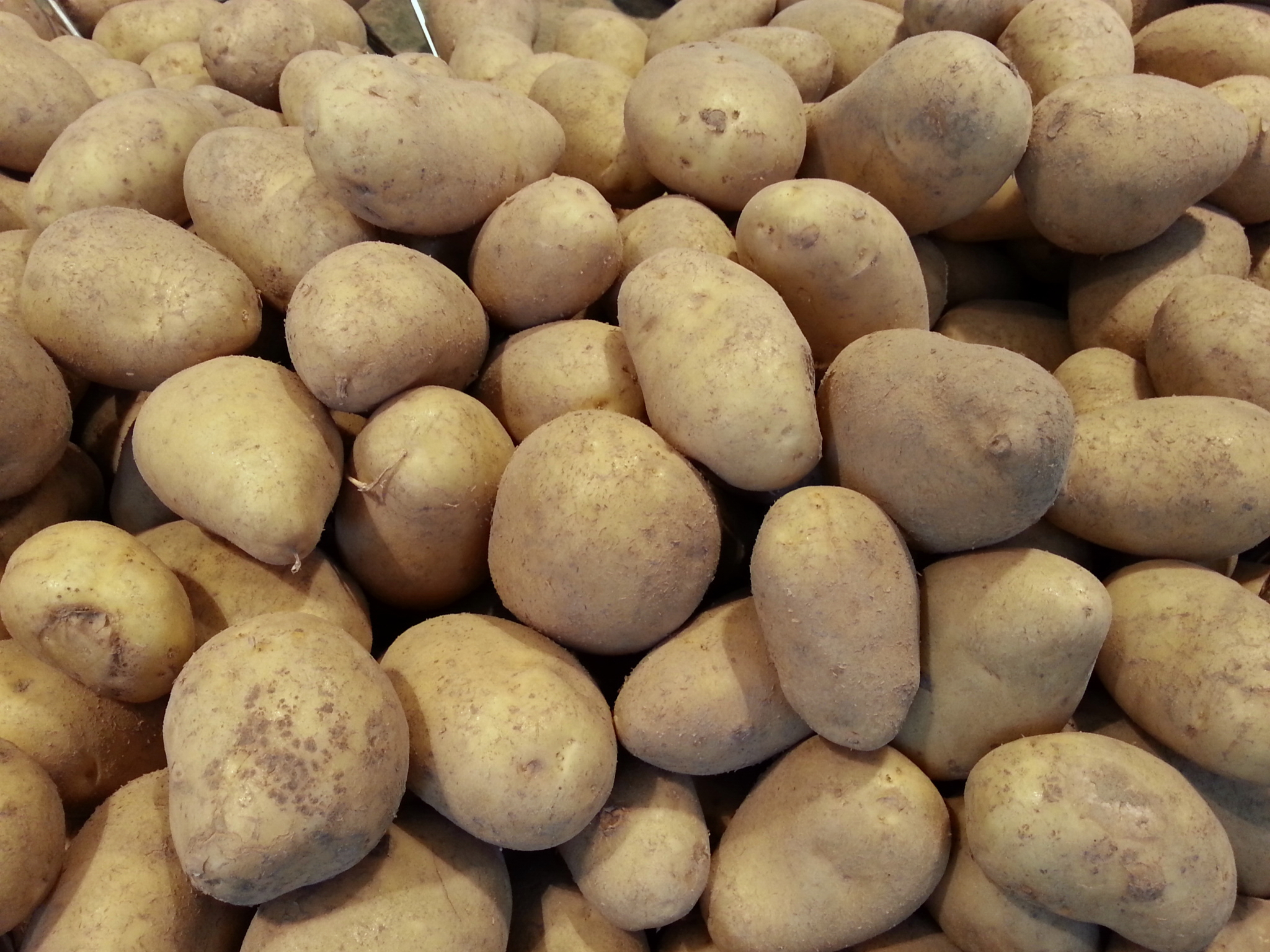
Kartoffeln der Sorte Cilena

Cilena ist eine frühreifende, festkochende Speisekartoffelsorte. Sie ist eine der bekanntesten und beliebtesten Kartoffelsorten und war zeitweise Marktführer in Deutschland mit 9,3 % Marktanteil. Sie wurde 1981 vom Bundessortenamt erstmals zugelassen. Die Knolle ist langoval und setzt hoch am Stängel an. Die Fleischfarbe ist tiefgelb und rein, die Augen sind flach. Cilena ist frühreif und nematodenresistent (Ro1).

## Boden
Der Boden sollte aus Sand, Lehm und frischem Stallmist zusammensetzen und vor dem Einpflanzen gut aufgelockert sein. Ein Abstand von etwa 40 cm zwischen den Setzlingen fördert das Wachstum und einen höheren Ertrag. Die Saatkartoffeln werden 6 bis 8 cm tief in die Erde gesetzt. Sobald die Temperaturen nachts deutliche Plusgrade aufweisen (7 Grad Celsius und mehr), kann die Aussaat erfolgen, meist von Ende März bis Mitte April. Eine gelegentliche Mineraldüngung ist ausreichend.

## Krankheiten
Cilena ist besonders anfällig für das Blattrollvirus und die Krautfäule. Das Blattrollvirus zeigt sich, wenn sich die oberen Blätter einrollen und brüchig werden. Bei einer Infektion ist die Bekämpfung mit Insektiziden möglich, jedoch nicht immer erfolgreich. Oft ist die einzig wirksame Lösung, den Standort im folgenden Jahr zu wechseln und keine Setzlinge aus infiziertem Pflanzengut zu ziehen. Die Krautfäule äußert sich durch dunkle Verfärbungen an den Blättern. Um zu verhindern, dass der Erreger auf die Knolle übertritt, ist das Kraut rund drei Wochen vor der Ernte abzutrennen.

## Cilena in der Küche
Die Sorte ist sehr wohlschmeckend. Ihr volles Aroma erreicht sie erst nach einer gewissen Lagerzeit. Gekocht hat sie eine feste Konsistenz; dadurch eignet sie sich vor allem für Reibekuchen und Bratkartoffeln.